# Nihon Keizai Shimbun
Nihon Keizai Shimbun (日本経済新聞, Nihon Keizai Shimbun? Nhật Bản Kinh tế Tân văn) hay The Nikkei (日経 Nhật Kinh) là ấn phẩm hàng đầu của Nikkei, Inc. (có trụ sở tại Tokyo) và tờ báo tài chính lớn nhất thế giới, với số lượng phát hành hàng ngày 2,3 triệu bản. Chỉ số thị trường chứng khoán Nikkei 225 của Sở giao dịch chứng khoán Tokyo đã được tờ báo này dự toán từ năm 1950.
Nguồn gốc sự nghiệp của Nikkei bắt đầu từ một bộ phận báo nội bộ của Mitsui & Company năm 1876 khi bắt đầu xuất bản Chugai Bukka Shimpo (nghĩa là Báo giá hàng hóa trong nước và nước ngoài), một bản tin báo giá thị trường hàng tuần. Bộ phận này tách ra thành Shokyosha năm 1882. Tờ báo được phát hành hàng ngày (trừ Chủ nhật) từ năm 1885 và đổi tên thành Chugai Shōgyō Shimpo năm 1889. Tờ báo hợp nhất với Nikkan Kōgyō và Keizai Jiji rồi đổi tên thành Nihon Sangyō Keizai Shimbun năm 1942. Sau đó đổi tên thành Nihon Keizai Shimbun năm 1946.
Kể từ ngày 30 tháng 11 năm 2015 Nikkei trở thành chủ sở hữu chính thức của Financial Times, sau khi mua lại từ Pearson PLC.
Tờ báo là một trong bốn tờ báo quốc gia hàng đầu ở Nhật Bản; ba tờ còn lại là Asahi Shimbun, Yomiuri Shimbun và Mainichi Shimbun.

## Lịch sử
- Ngày 2 tháng 12 năm 1876 Mitsui & Co., Ltd. lần đầu xuất bản bài báo hàng tuần với tên Chugai Bukka Shimpo.
- Tháng 7 năm 1885 báo xuất bản hàng ngày (trừ Chủ nhật và ngày sau các ngày lễ quốc gia).
- Tháng 1 năm 1889, đổi tên thành Chugai Shōgyō Shimpo.[7]
- Năm 1905, tờ báo bị giải tán và tồn tại như một doanh nghiệp tư nhân của Hirota Nozaki.
- Năm 1909 đăng ký tên thương mại "Chugai Shogyo Shinposha".[7]
- Năm 1911: Trở thành công ty báo chí Nhật Bản đầu tiên với số vốn 100.000 yên.[7][8] Ngoài ra, vốn cũng được chuyển từ Mitsui & Co., Ltd. về công ty mẹ Mitsui.[9]
- Tháng 1 năm 1920, thành lập văn phòng thông tín tại New York.
- Tháng 10 năm 1924, ra mắt bài báo buổi tối.[7]
- Tháng 12 năm 1924, ra mắt tờ báo buổi tối "Osaka Chugai Shogyo Shinpo". Tòa soạn chuyển đến Kansai.[3][10]
- Năm 1940, trong khoảng thời gian này, tờ báo tách khỏi Mitsui và tự quản lý độc lập.[10]
- Ngày 1 tháng 11 năm 1942, Tờ báo hợp nhất với Nikkan Kōgyō và Keizai Jiji rồi đổi tên thành Nihon Sangyō Keizai Shimbun theo lệnh đổi tên của cơ quan chính phủ để "tạo ra một Sankei Shimbun (Báo Kinh tế Công nghiệp) mới, như một điều kiện của việc sáp nhập.[3][11] Năm 1958 sau kết thúc chiến tranh, Nihon Kogyo Shimbun tái  khởi động vào tháng 1 năm 2004, tách ra khỏi Sankei Shimbun. Tháng 3 năm 2004, ngừng phát hành Osaka Chugai Shogyo Shinpo.[3]
- Ngày 1 tháng 3 năm 1946, chiến tranh kết thúc, chính quyền cưỡng chế việc đặt tên nên tờ báo đã đổi thành Nihon Keizai Shimbun như hiện tại.[11] Ngày 13 tháng 3 cùng năm, tên công ty được đổi thành Nikkei Inc.
- Năm 1947, phương châm hoạt động của tờ báo được quy định là "Công bằng trung hậu, hướng tới mục tiêu phát triển hòa bình, dân chủ của nền kinh tế là nền tảng cuộc sống của nhân dân ta".
- Năm 1961,  thành lập trụ sở chính ở Osaka và lần đầu tiên sát nhập với Kansai sau 19 năm.[7]
- Tháng 12 năm 1966, kỷ niệm 90 năm số báo đầu tiên.
- Năm 1964: Chuyển trụ sở chính từ Kayabacho, Chuoku đến Otemachi, Chiyoda, Tokyo.
- Tháng 1 năm 1968, ấn bản buổi sáng đã vượt quá 1 triệu bản.
- Năm 1969, thành lập Nikkei McGraw Hill (hiện là Nikkei BP) vào tháng 4 với sự hợp tác của một công ty xuất bản lớn của Hoa Kỳ làMcGraw Hill. Tháng 11, tờ báo tham gia quản lý kênh 12 Tokyo (hiện là TV Tokyo) và bắt đầu quảng bá đa phương tiện.
- Năm 1972, hoàn thành hệ thống sản xuất báo trên máy tính "ANNECS" (Hệ thống biên tập & sáng tác báo Nikkei tự động). Việc phát triển vô cùng khó khăn, theo như một lãnh đạo của công ty phát triển Hoa Kỳ, người sau này trở thành đối tác phát triển, cho biết: "Đây là một dự án khó, có thể so sánh với chương trình Apollo của NASA", nhưng hệ thống mới hoàn thành này là một sản phẩm góp phần rất lớn trong việc giảm chi phí và tăng tốc độ sản xuất.
- Tháng 4 năm 1973, số lượng phát hành ấn bản buổi sáng vượt quá 1,5 triệu
- Năm 1975, bắt đầu tính Chỉ số trung bình công nghiệp Dow Jones Nikkei, tiền thân của Chỉ số trung bình chứng khoán Nikkei.
- Tháng 12 năm 1976, kỷ niệm 100 năm phát hành số đầu tiên.
- Tháng 10 năm 1983, số lượng phát hành ấn bản buổi sáng vượt quá 2 triệu.
- Tháng 4 năm 1987, số lượng phát hành ấn bản buổi sáng vượt quá 2,5 triệu.
- Tháng 4 năm 1991, số lượng phát hành ấn bản buổi sáng vượt quá 3 triệu.
- Tháng 12 năm 1996, kỷ niệm 120 năm số báo đầu tiên.
- Tháng 1 tháng 1 năm 2007, nhân kỷ niệm 130 năm thành lập, tên tiếng Anh của tờ báo đổi từ Nihon Keizai Shimbun thành The Nikkei.
- Năm 2010, Thành lập TV Tokyo Holdings. Dưới sự bảo hộ, TV Tokyo, BS Japan, TV Tokyo Broadband "Nihon Keizai Shimbun phiên bản điện tử" đã giành Giải thưởng Hiệp hội Báo chí Nhật Bản. Ngày 23 tháng 3 năm 2010, phát hành phiên bản điện tử số đầu tiên.
- Năm 2011, số lượng phát hành ấn bản buổi sáng dưới 3 triệu. Hợp nhất Nikkei Osaka Production Center và Nikkei West Production Center, công ty mới là Nikkei West Japan Production Center. Hợp tác kinh doanh với TBS Holdings. Ra mắt Tạp chí kinh tế tiếng Anh hàng tuần gọi là Nikkei Asian Review.
- Năm 2012,  trang "Nikkei Chubunnet" tại Trung Quốc bắt đầu hoạt động. Thành lập Văn phòng Kinh doanh Toàn cầu và Văn phòng Kinh doanh Nội dung, cơ cấu lại thành Trụ sở Kinh doanh Nhân sự và Giáo dục.
- Năm 2013, liên minh kinh doanh và vốn với Wilson Learning Worldwide. Mở rộng hợp tác với Financial Times (FT) tại Vương quốc Anh. Mở "Nikkei Store", một trang web bán sách điện tử. Ra mắt phương tiện tiếng Anh "Nikkei Asian Review".
- Năm 2014,  Nikkeisha và Nikkei Advertising hợp nhất. Bắt đầu tính toán chỉ số chứng khoán mới "JPX Nikkei 400". Thành lập Văn phòng Biên tập Châu Á tại Bangkok. Thành lập trụ sở chính "Nikkei Group Asia" tại Singapore. Hệ thống biên tập mới "NEO" đã giành được Giải thưởng của Hiệp hội Báo chí.
- Ngày 23 tháng 7 năm 2015, hợp nhất với Nihon Keizai Shimbun Digital Media và mua lại tờ báo Kinh tế Anh Financial Times với giá khoảng 160 tỷ yên Nhật. Bắt đầu phân phối phiên bản dịch từ tiếng Nhật của FT. Nikkei Asian Review đã nhận được Giải thưởng của Hiệp hội Các nhà xuất bản Châu Á và Giải thưởng Truyền thông Tốt nhất, "Giải Báo chí Kinh tế tại Châu Á" của Trường Kinh doanh IE.
- Năm 2016: Hợp đồng "Đối tác chính thức" cho Thế vận hội Olympic và Paralympic Tokyo. Bắt đầu tính toán "Chỉ số Nikkei Asia 300" nhắm vào khoảng 300 công ty hàng đầu ở Châu Á.
- Năm 2017: Số lượng ấn bản buổi sáng dưới 2,5 triệu. Kể từ ngày 4 tháng 3 năm 2017, bố cục một mặt của báo thứ bảy và chủ nhật được đổi mới, chỉ có thứ bảy và chủ nhật (phiên bản buổi tối vào thứ bảy) và tiêu đề là ở chế độ viết ngang (không có mẫu ký tự). Ấn bản Chủ nhật nhấn mạnh vào ảnh màu và đồ họa hơn các trang khác, vì vậy nó sử dụng giấy cao cấp để có thể dễ dàng trích xuất từ các trang khác. Ngày 1 tháng 11 năm 2017, do chi phí sản xuất và giao hàng tăng, phiên bản buổi sáng và buổi tối tăng giá từ 4509 yên (đã bao gồm thuế) lên 4900 yên, phiên bản cả ngày từ 3670 yên lên 4000 yên, và một bản sao của ấn bản buổi sáng tăng mức giá từ 160 yên lên 180 yên. Đây là lần tăng giá đầu tiên sau 23 năm.[12]
- Tháng 1 tháng 4 năm 2020, thành lập "Cơ sở dữ liệu Okinawa Shimbun hợp tác với Nikkei Telecom" chung với với Ryukyu Shimposha và Okinawa Times, để tích hợp cơ sở dữ liệu của ba công ty.
- Tháng 12 năm 0202, ấn bản buổi sáng phát hành dưới 2 triệu.

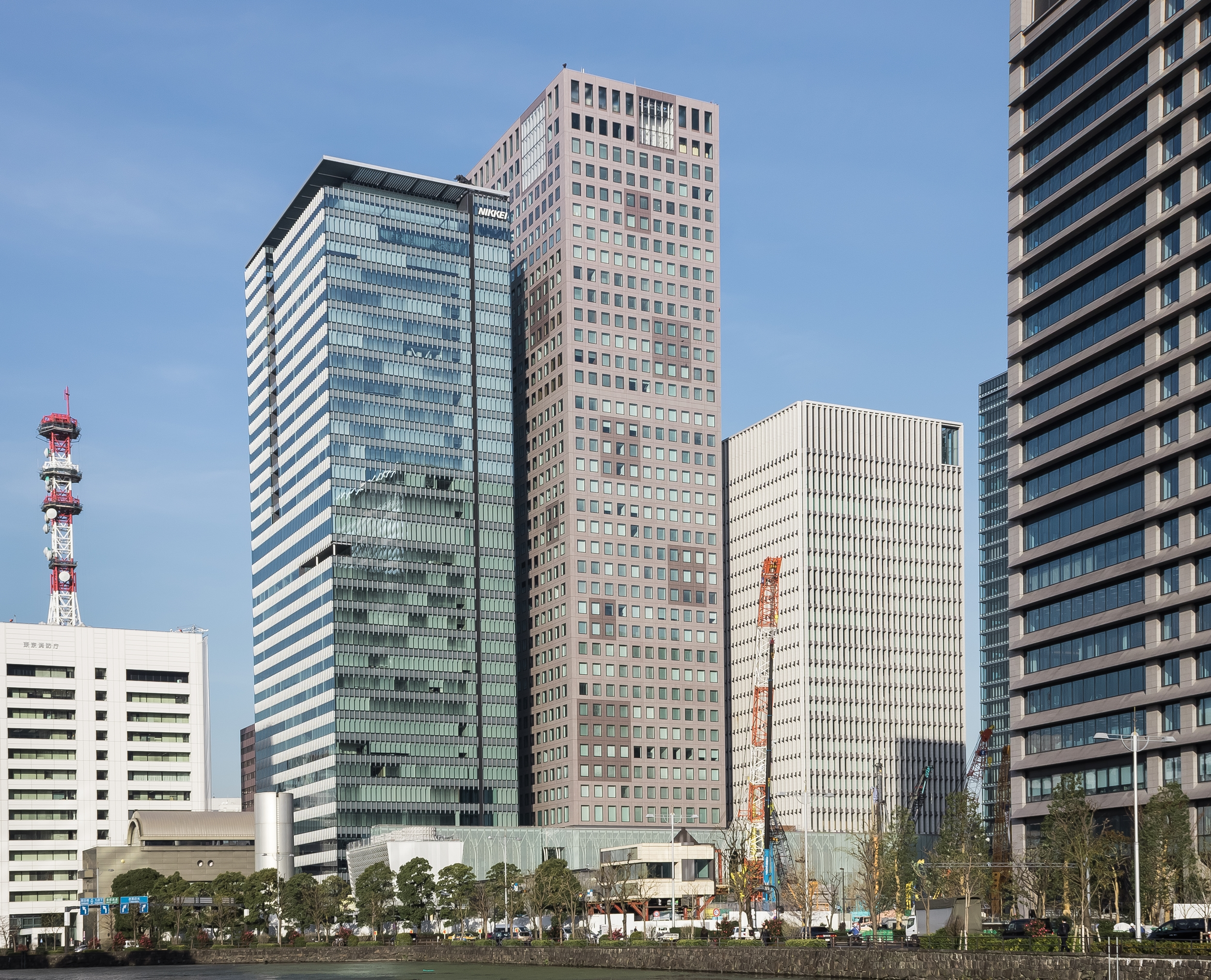
Trụ sở chính của Nikkei ở bên trái trong Ōtemachi, Chiyoda, Tokyo

## Cổ phần

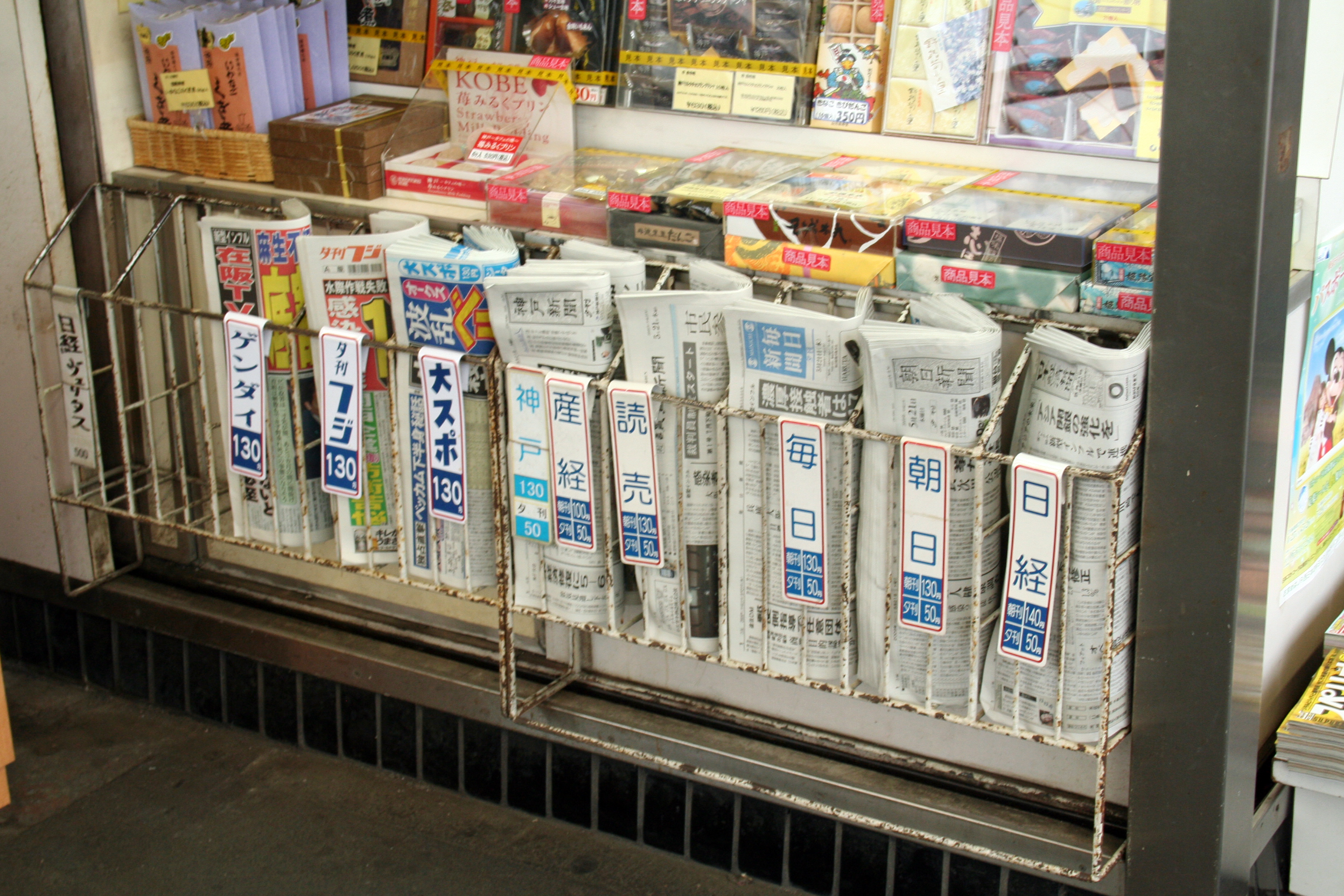
Nihon Keizai Shimbun nằm trong số những tờ báo được trưng bày tại các cửa hàng ở nhà ga

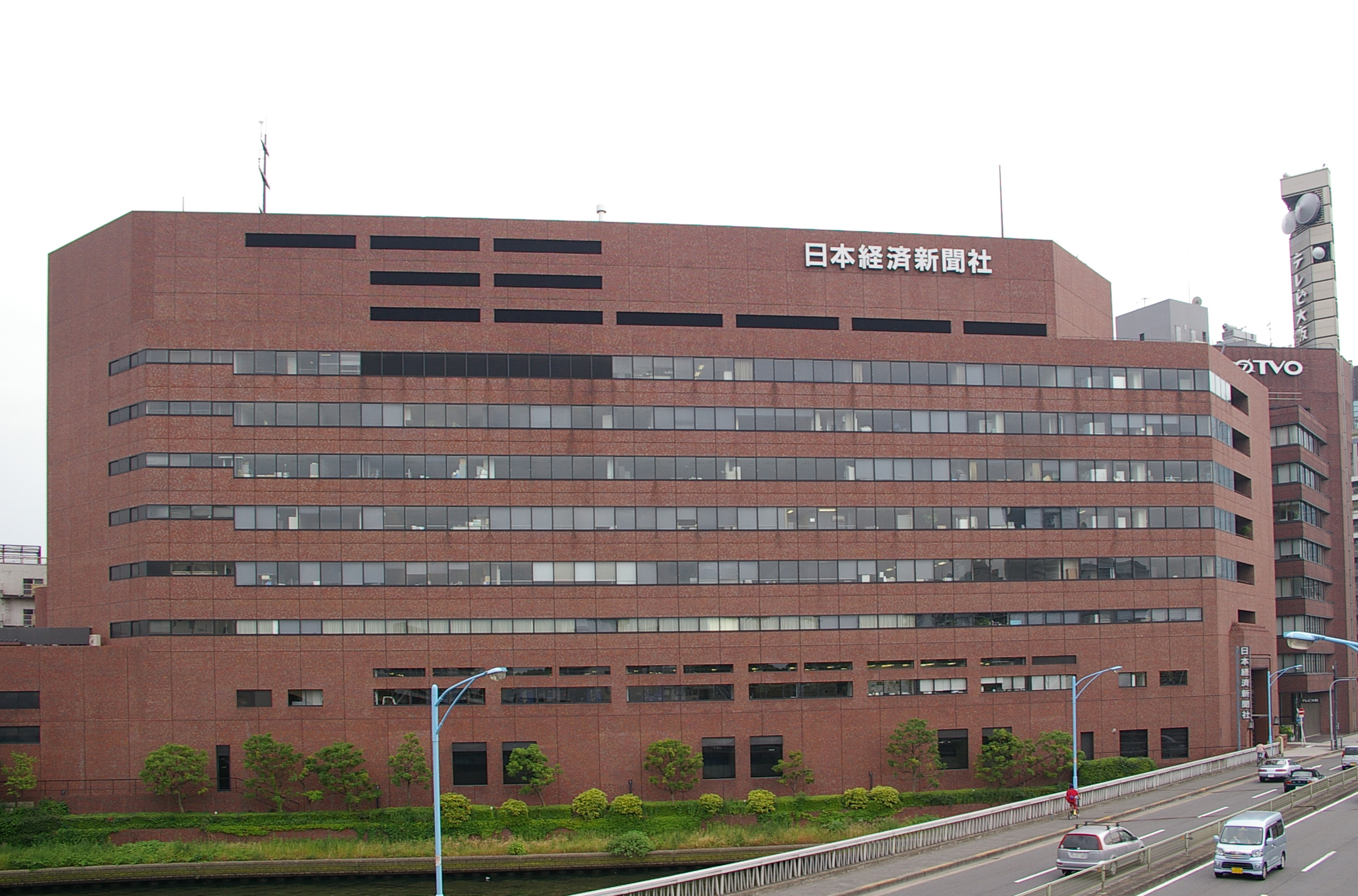
Văn phòng Nikkei ở Osaka

Nikkei Inc. chuyên xuất bản tin tức tài chính, kinh doanh và công nghiệp. Các ấn phẩm tin tức chính bao gồm:
- Financial Times, tờ báo hàng ngày có trụ sở chính tại Luân Đôn.
- Nikkei Asia, tạp chí chính trị và kinh doanh hàng đầu bằng tiếng Anh của công ty ra mắt vào tháng 11 năm 2013.[13][14] Trước đây gọi là Nikkei Asian Review.[15]
- Nihon Keizai Shimbun (日本経済新聞 Nihon Keizai Shimbun?), một tờ báo kinh tế hàng đầu.
- Nikkei Veritas (日経ヴェリタス Nikkei Veritas?), một tờ báo tài chính hàng tuần thay thế cho  Nikkei Kinyu Shimbun (Nikkei Financial Daily) tháng 3 năm 2008.
- Nikkei Business Daily (日経産業新聞 Nikkei Sangyo Shimbun?), một tờ báo trong ngành
- Nikkei Marketing Journal (日経MJ Nikkei MJ?), một tờ báo thương mại
- Nikkei Weekly (日経ウィークリー Nikkei Weekly?), một tờ báo kinh doanh bằng tiếng Anh

Nihon Keizai Shimbun bán những tờ báo này trên khắp thế giới, bằng ngôn ngữ gốc và bản dịch. Tòa soạn cũng cung cấp nhiều bài báo tiếng Nhật bằng tiếng Anh thông qua các dịch vụ điện tử, trang web bằng tiếng Anh và thỏa thuận cấp phép với LexisNexis.
Tại Nhật Bản, giá của tờ báo buổi sáng là 160Yên. Phiên bản buổi chiều là 70 yên và đăng ký là 4,509 yên/tháng (phiên bản sáng và chiều).
Ngày 23 tháng 7 năm 2015, Nikkei, Inc. đã đồng ý mua Financial Times từ Financial Times Group, một chi nhánh tại Anh của Pearson PLC từ năm 1957 với giá 844 triệu bảng Anh (1.32 tỷ USD), và việc mua lại đã hoàn thành vào ngày 30 tháng 11 năm 2015.
Nihon Keizai Shimbun cũng sở hữu TV Tokyo và Nikkei CNBC, cung cấp thông tin về thị trường Nhật Bản trong giờ giao dịch và các chương trình phát sóng lại CNBC ngoài giờ và cuối tuần.

## Công ty liên kết với Nikkei Group
Các công ty lớn:
- Nikkei Business Publications, Inc. (Nikkei BP)
- Nikkei CNBC
- Nikkei Radio Broadcasting Corporation (Radio Nikkei)
- QUICK Corporation[20]
- Nikkei Science (50%)
- Nikkei National Geographic (50%)
- TV Tokyo (33.3%)[10]
- TV Osaka (19.9%)[21]
- TV Aichi (19.9%)
- TV Hokkaido (19.9%)
- TVQ Kyushu (19.9%)[10]
- Rating & Investment Information, Inc. (58.6%)[22]
- Financial Times (100%)[23]
- Winkontent – Monocle Magazine (Không được công bố)

## Hong Kong
Ngày 10 tháng 8 năm 2020, ba sĩ quan cảnh sát Hồng Kông đem theo lệnh của tòa án đã đến thăm chi nhánh Hồng Kông của The Nikkei. Lý do là để điều tra về một quảng cáo được đăng trên tờ The Nikkei một năm trước, kêu gọi sự ủng hộ từ quốc tế đối với biểu tình ủng hộ dân chủ ở Hồng Kông.